# Kasteel De Borght

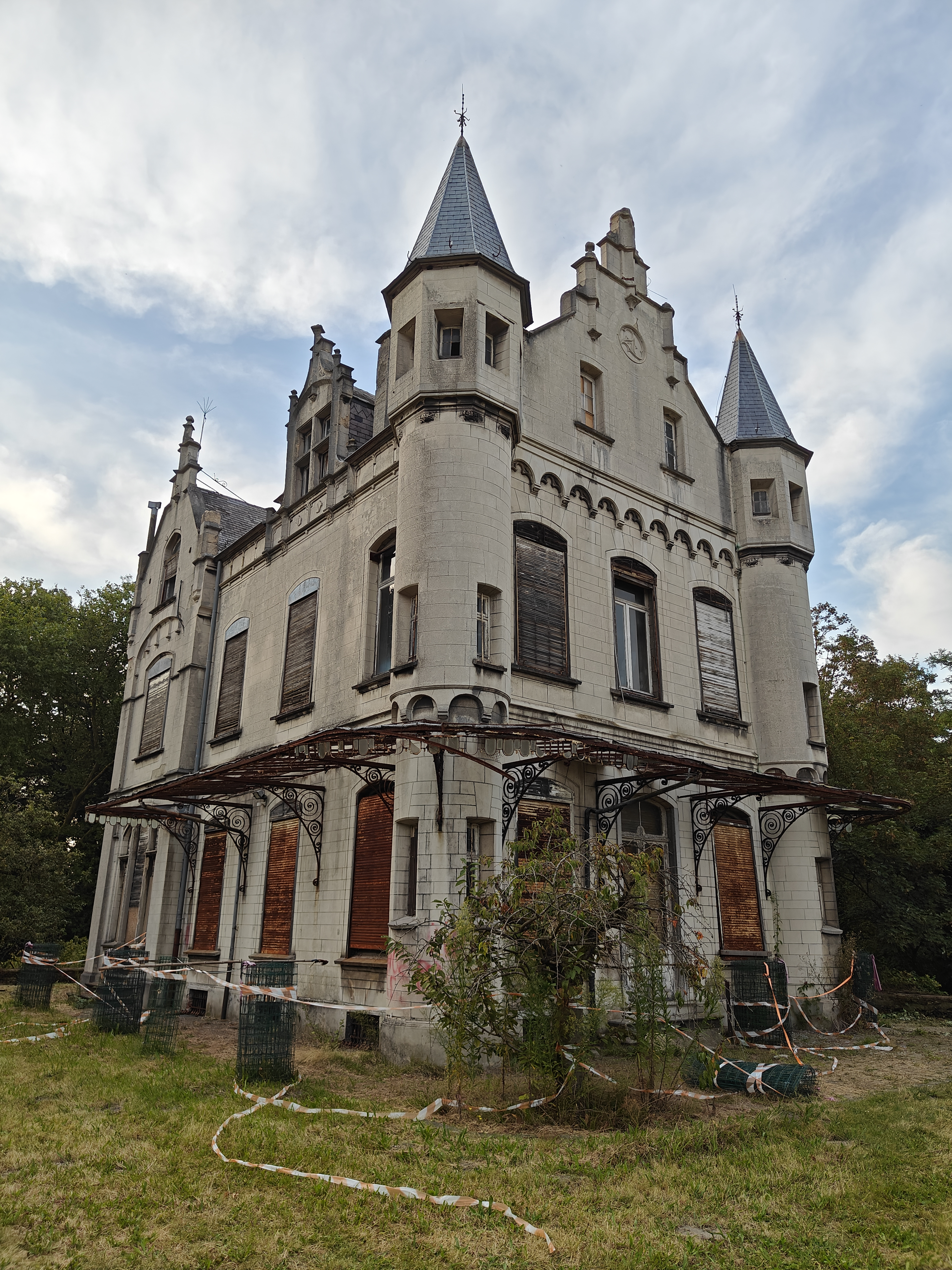
Kasteel De Borght in 2024

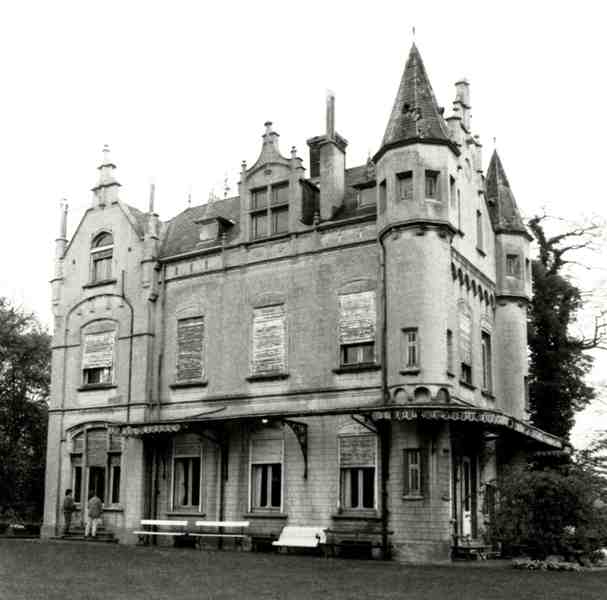
Kasteel De Borght in 1994

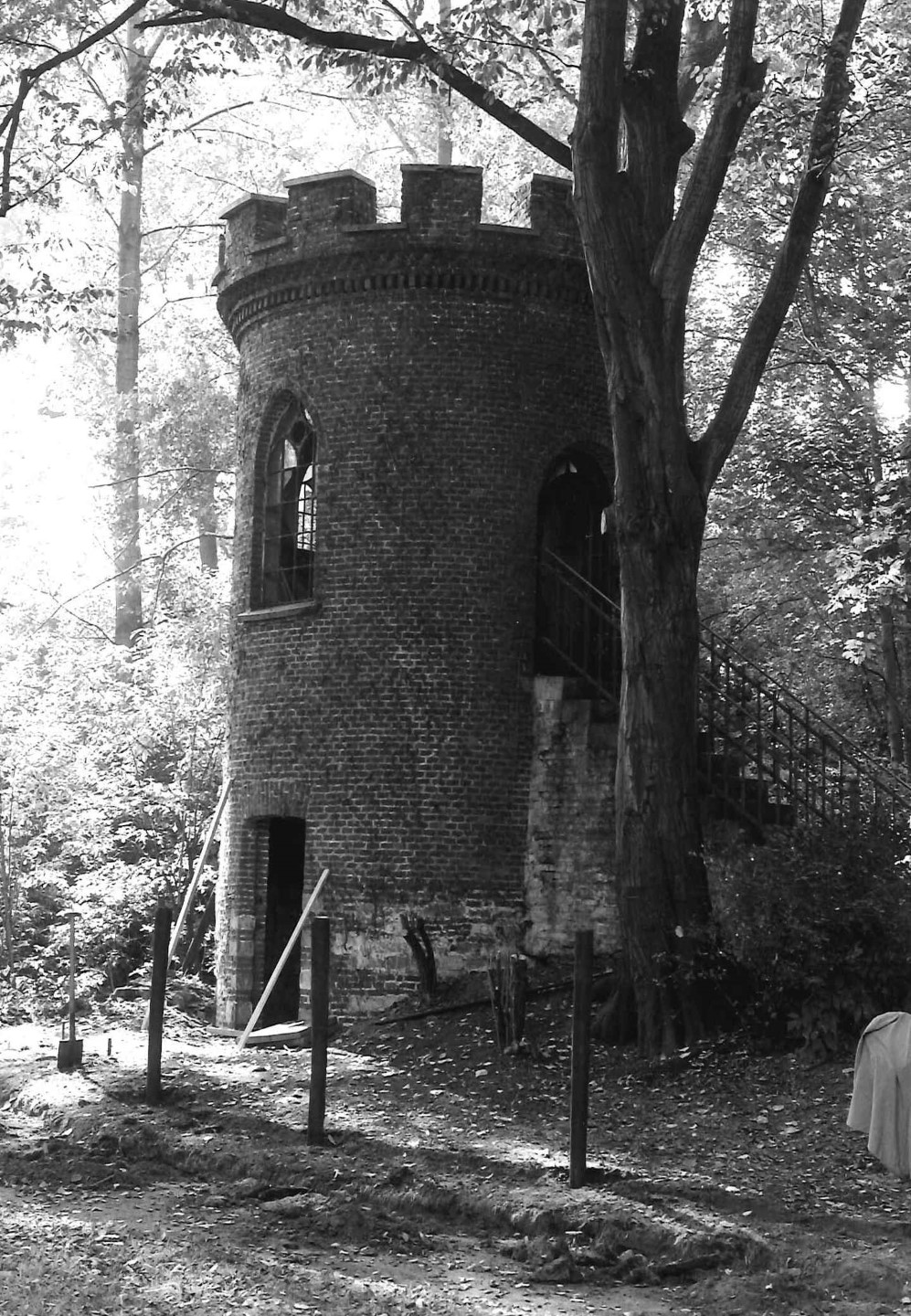
Ronde toren

Het Kasteel De Borght is een kasteel in de wijk Nekkerspoel van de Belgische stad Mechelen, gelegen aan de Lakenmakersstraat 4-8, in het verlengde van de Borchtstraat en omgeven door de Afleidingsdijle en de parking van de Nekkerhal. Het domein is bijna 4 hectare groot.

## Geschiedenis
Hier lag een mottekasteel waarvan de omgrachting, fundamenten en motteberg nog bewaard zijn gebleven. Over de geschiedenis daarvan is weinig bekend. De oudste documenten dateren uit de 14e eeuw.
In 1423 werd de site als domaniaal goed verkocht door Filips de Goede. In 1428 was Ludovicus 'T Sallaert, een schout, de eigenaar. Deze liet het kasteel afbreken en een nieuwe bouwen.
In 1756 brandde het oude kasteel volledig af en in 1758 werd dit kasteel gesloopt op de bovengenoemde overblijfselen (de fundamenten) na. Kort na 1758 liet baron Jean Ernest Coloma op deze site een nieuw huis bouwen, dat omstreeks 1858-1859 werd afgebroken.

### Huidige kasteel
Op de funderingen van het 15de-eeuwse hoofdgebouw werd circa 1860, in opdracht van Edward Van Doornick, het huidige neogotische kasteel gebouwd. Het ontwerp is van de hand van Franciscus-Joannes Bouwens, de toenmalige stadsbouwmeester van Mechelen. Hoewel hij bijna uitsluitend neoclassicistische gebouwen ontwierp, respecteerde hij het Middeleeuwse karakter van de site door te kiezen voor een neogotische stijl. Die stijl was tevens mode vanaf de tweede helft van de 19de eeuw.
In 1909 breidde men het gebouw uit aan de westzijde, waardoor de huidige vorm tot stand kwam. De erfgenamen van de laatste eigenaars verkochten in 1975 het kasteel en domein aan een privébedrijf.
Op 6 maart 1997 kreeg het goed een officiële bescherming als monument. 
In 2021 werd bekend dat het kasteel zou worden gerenoveerd en herbestemd, na een vijftigtal jaar leegstand.
Het is een neogotisch kasteeltje op rechthoekige plattegrond, voorzien van hoektorentjes. Het interieur is hoofdzakelijk nog in oorspronkelijke staat.

## Park
Het kasteel ligt in het omgrachte gedeelte van een park van 4 ha dat ook enkele tuinen omvat. In dit kasteelpark bevindt zich een ronde toren die een kapel bevatte. Deze toren heeft een neogotisch uiterlijk maar mogelijk een oudere kern. De portierswoning is van omstreeks 1865. Het neerhof, een boerderij en hovenierswoning, heeft een 17e-eeuwse kern.
EMCE nv is eigenaar van het kasteeldomein De Borght. In 2024 werd een masterplan voor het parkdomein opgesteld. De stad Mechelen krijgt het merendeel van het domein in beheer, dat tegen 2027 voor het publiek zou worden opengesteld. Het kasteel zelf (alles binnen de grachten) blijft louter privaat.

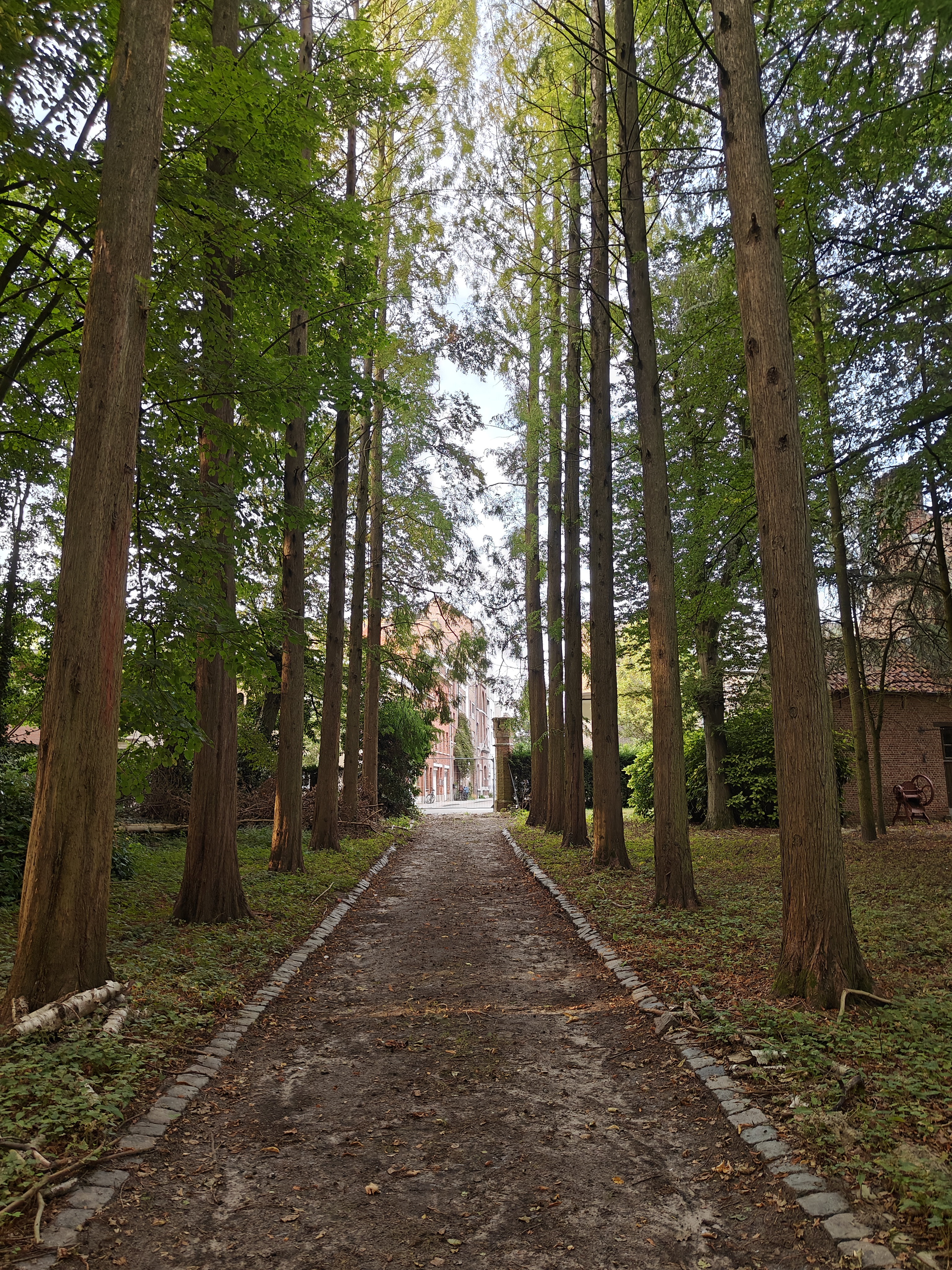
De oprijlaan met zicht naar de Borchtstraat